# Erste Liga
Erste Liga (do roku 2017 MOL Liga) je mezinárodní hokejovou ligou, ve které hraje 10 týmů z Maďarska a Rumunska. Dříve také kluby ze Slovenska, Srbska a Rakouska. Vznikla v roce 2008 jako MOL liga.
Týmy z Rumunska hrají i své národní soutěže.
Před sezónou 2012/13 se k lize připojil slovenský klub HC Mikron Nové Zámky, který skončil v této sezóně v semifinále a o rok později už slavil titul.
V sezóně 2016/17 hrál soutěž i srbský klub HK Bělehrad.
Od sezóny 2014/15 se nehraje klasické maďarské mistrovství. Mistrem Maďarska se tak stává nejvýše postavený maďarský tým v této lize.

## Týmy
| Tým                            | Město          | Aréna                          | Kapacita     | Vznik |
| ------------------------------ | -------------- | ------------------------------ | ------------ | ----- |
| DVTK Jegesmedvék               | Miskolc        | Miskolc Ice Hall               | 2 300 diváků | 1978  |
| Budapest Jégkorong Akadémia HC | Budapest       | Tüskecsarnok                   | 2 500 diváků | 1963  |
| HSC Csíkszereda                | Miercurea-Ciuc |                                |              | 1929  |
| ASC Corona Brașov              | Brašov         | Brașov Olympic Ice Rink        | 2 000 diváků | 2007  |
| Gyergyói HK                    | Gheorgheni     |                                | 1 000 diváků | 1949  |
| DEAC                           | Debrecen       | Debreceni Jégcsarnok           | 600 diváků   | 1989  |
| Ferencvárosi TC                | Budapest       | Jegpalota Budapest             | 2 048 diváků | 1928  |
| Újpesti TE                     | Budapest       | Újpest Ice Hall                | 1 500 diváků | 1955  |
| Fehervár Hockey Academy 19     | Székesfehervár | Ifjabb Ocskay Gábor Jégcsarnok | 3 500 diváků | 2008  |
| Dunaújvárosi Acélbikák         | Dunaújváros    | Dunaújvárosi Jégcsarnok        | 4 000 diváků | 1974  |

## Sezóny
Zdroj: 
| Sezóna  | Mistr                             | Výsledek                          | Vicemistr                         |
| ------- | --------------------------------- | --------------------------------- | --------------------------------- |
| 2008/09 | HC Csíkszereda                    | 3-0                               | SC Miercurea Ciuc                 |
| 2009/10 | Budapešť Stars                    | 3-1                               | Újpesti TE                        |
| 2010/11 | HSC Csíkszereda                   | 4-1                               | Dunaújvárosi Acélbikák            |
| 2011/12 | Dunaújvárosi Acélbikák            | 4-0                               | Miskolci JJSE                     |
| 2012/13 | Dunaújvárosi Acélbikák            | 4-2                               | HSC Csíkszereda                   |
| 2013/14 | HC Nové Zámky                     | 4-2                               | ASC Corona Brașov                 |
| 2014/15 | Miskolci JJSE                     | 4-0                               | HC Nové Zámky                     |
| 2015/16 | DVTK Jegesmedvék                  | 4-0                               | MAC Budapest                      |
| 2016/17 | DVTK Jegesmedvék                  | 4-1                               | MAC Budapest                      |
| 2017/18 | MAC Budapest                      | 4-1                               | DVTK Jegesmedvék                  |
| 2018/19 | Ferencvárosi TC                   | 4-1                               | HSC Csíkszereda                   |
| 2019/20 | HSC Csíkszereda a Ferencvárosi TC | HSC Csíkszereda a Ferencvárosi TC | HSC Csíkszereda a Ferencvárosi TC |
| 2020/21 | HSC Csíkszereda                   | 4-2                               | ASC Corona Brașov                 |
| 2021/22 | HSC Csíkszereda                   | 4-1                               | Ferencvárosi TC                   |
| 2022/23 | Gyergyói HK                       | 4-3                               | Ferencvárosi TC                   |
| 2023/24 | ASC Corona Brașov                 | 4-0                               | Ferencvárosi TC                   |
| 2024/25 | Gyergyói HK                       | 4-2                               | HSC Csíkszereda                   |